# Zakon linča
Zakon linča јe epizoda seriјala Mali rendžer (Kit Teler) obјavljena u Lunov magnus stripu br. 154.Epizoda јe premijerno u bivšoj Jugoslaviji objavljena u junu 1975. godine. Koštala je 6 dinara (0,34 $; 0,85 DEM). Imala je 119 strana. Autor naslovnice nije poznat. Izdavač јe bio Dnevnik iz Novog Sada. Epizodu je nacrtao Frančesko Gamba, a scenario napisao Andrea Lavezolo.

## Originalna epizoda
Ova epizoda je premijerno objavljena je u svesci pod nazivom Old NIck, koja izašla јe premijerno u Italiјi u izdanju Sergio Bonnelli Editore u julu 1968. godine pod rednim broјem 56.  Koštala јe 200 lira (0,32 $; 1,27 DEM).

## Kratak sadržaj
Holenhoferovi (poreklom iz Saksonije) doselili su se pre desetak godina u gradić Dortmunt Town blizu utvrđenja rendžera. Nakon što je umro otac, domaćinstvo sa četiri brata (25-29 gdina) vodi majka, frau Erika. Holenhoferovi smatraju da su iznad zakona i njihovo ponašanje je uzrok mnogih tuča i nevolja u gradu. Šerif Atkinson dolazi kod komandanta utvrđenja da traži za pomoć, jer su ga svi pomoćnici napustili. Komandant šalje Kita u zatvor da ga šerif ne bi video, a potom mu daje kao pomoć Brendi Džima i O Haru. Kada šerif napusti utvrđenje, komandant pušta Kita iz zatvora i upućuje ga na zadatak. Kit u civilu preobučen u bogatog dečaka pod imenom Aleks Nobody (Niko), koji željan uzbuđenja dolazi na Divlji Zapad sa pomoćnikom koga igra Čin Lao stižu u Dortmunt Town da ispitaju situaciju.
Brendi i O Hara preuzimaju mesto šerifa i odmah stavljaju Otta Holenhofera u zatvor pod sumnjom da je izazvao tuču i ubiju dvojicu kockara u salunu kod Keefija. Kit i Čin sreću rančera sa imanje Holenhoferovih koji žuri na imanje da javi majci kako je to u zatvoru. Majka sa sinovima odmah kreće u grad i preti da će ubiti Brendi Džima i O Haru ako ne puste Ota iz zatvora. Za to vreme, Kit čeka na imanju celu porodicu da se vrati iz grada. Na imanju Holenhoferovih vlada gvozdena disciplina Čim su se vratili iz grada frau Erika je bičem išibala Ota zato što je ubio dvojicu kockara. Erika se obavezuje da će Kita naučiti životu na Divljem Zapadu za vreme koje će provesti kod njih. Nešto kasnije Brendi Džim i O Hara od šeria sanzaju da banda petorice vrši pljačke po okolini. Svaki put kada se pljaćka desila Holenhoferovi nisu bili na svom ranču a grupa razbojnika je uvak brojala pet osoba. Brendy Džim i O Hara, međutim, počinju da sumnjaju na Atkinsona. Oni ga prate do njegove kuće van grada i tamo otkrivaju pet nepoznatih osoba. Istog dana kada diližansa prevozi novac za Arlington, Holenhoferovi prebacuju stoku u isti. Šerif kreće za Arlington sa svojim tajanstvenim prijateljima, a Brendi Džim i O Hara prate šerifa i njegovu grupu. Šerif je, međutim, spremio dokaz kojim će za pljačku optužiti Holenhoferove.

## Izmene u LMS
U izdanju LMS porodica Holenhofer se preziva samo Holen.

## Reprize
Ova epizoda je već dva puta reprizirana u Hrvatskoj. Prvi put u izdanju kuće Van Gogh 17.08.2011. godine. Cena je bila 39 kuna (5,5 €). Drugi put u izdanju Ludensa u br. 27. Prokleta dolina (13.09.2018) i br. 28. Zakon linča (23.11.2018). Cena svake sveske je bila 39 kuna (5,3 €). U Srbiji epizode Malog rendžera još nisu reprizirane.

## Prethodna i naredna epizoda
Prethodna sveska Malog rendžera u LMS bila je Manituovo oko (#151), a naredna Old Nik (#155), koja ujedno predstavlja i nastavak epizode započete u #154., a spisak svih epizoda Malog rendžera u objavljenih LMS može se pogledati ovde.</ref> Redakcija Dnevnika je zamenila originalnu naslovnu stranu i naslov epizode sa narednom epizodom. Ova epizoda se zapravo zove Old Nick i ima naslovnu stranicu koju je redakcija stavila u #155, dok bi nastavak epizode trebalo da ima naslovnu stranu i naziv ove epziode. Konfuzija je verovatno izazvana činjenicom da se Old Nik i pokušaj linča Vilhelma Holenhofera događa tek u 2. delu epizode.

## Format epizode
Epziode Kit Telera su se dugo objavljivale kao kaiševi, a kasnije prebacivane u sveske formata B5 nekoliko meseci kasnije. Ovo je poslednja epizoda koja je urađena na takav način. Od sledeće sveske, epizode su premijerno objavljivane u B5 formatu.

## Galerija
- Naslovna strana br. 29: Zakon linča u kojoj je repriziran deo epizode. Ludens 2018.
- Kadar iz LMS154 - Porodica Holenhofer se priprema za koncert.